# ピアノ協奏曲第2番 (プロコフィエフ)
ピアノ協奏曲第2番 ト短調 作品16は、セルゲイ・プロコフィエフが1912年末から1913年4月にかけて作曲した2番目のピアノ協奏曲である。

## 概要
プロコフィエフは1912年にピアノ協奏曲第1番を完成し、自らのピアノ独奏で初演してセンセーションを巻き起こしていた。第2番は第1番と同じくサンクトペテルブルク音楽院時代に書かれたもので、1912年末から1913年4月にかけて作曲・完成された。
初演は1913年夏にパヴロフスクで行われた演奏会で、プロコフィエフ自身のピアノ独奏、A.P.アスラーノフの指揮で行われたが、これは第1番以上に大きな騒動に発展した。初演後の『サンクトペテルブルク新聞』には悪意に満ちた記事が掲載されたが、一方で批評家でプロコフィエフの擁護者であったヴャチェスラフ・カラトゥイギン（Viatcheslav Karatygin, 1875年 - 1925年）は「10年後、聴衆はこの若い作曲家の天才に相応しい万雷の拍手で、昨日の嘲笑の償いをしたくなるであろう」と評している。また1914年にロンドンでセルゲイ・ディアギレフと会った際にこの曲を目の前で弾いて見せ、これが契機となって『アラとロリー』（スキタイ組曲）や『道化師』などの作品が書かれることになった。
この作品の初演時の版はロシア革命の混乱の中で失われており、プロコフィエフは1923年、ドイツのエッタルに滞在中に記憶をたどって総譜を復元・改訂している。この改訂版は1924年8月5日、パリにおいてプロコフィエフの独奏、セルゲイ・クーセヴィツキーの指揮により初演された。現在演奏されているのはこの改訂版であるが、最初の版より穏健になったと推察されている。
本作は、第1番で見られたモダニズム的傾向がより押し進められている。またピアノが終始支配的であり、オーケストラに与えられている役割は伴奏に近い。構成的に見て、スケルツォと間奏曲を中間楽章に挟んだ4楽章制としている上、内容的には前作に増して野生的でかつロマン的楽想、グロテスクかつ複雑なダイナミズムによる表現、超絶的技巧など大胆で斬新なアイデアを取り入れた野心作となっている。
プロコフィエフが作曲したピアノ協奏曲の中で唯一の短調の作品であり、短調で始まり短調で終わる構成となっている。

## 楽器編成
- 独奏ピアノ
- 木管楽器:フルート2、オーボエ2、クラリネット2、ファゴット2
- 金管楽器:ホルン4、トランペット2、トロンボーン3、チューバ
- 打楽器:ティンパニ、大太鼓、小太鼓、シンバル、タンブリン
- その他:弦五部

## 楽曲構成
4楽章からなる。全曲で約30分。

### 第1楽章
アンダンティーノ。ト短調、ソナタ形式風の自由な形式。夜想曲風の第1主題とリズミックな第2主題が提示される。ピアノ独奏による即興的で長いカデンツァによる展開部を経たのち、静まって冒頭主題を覗かせながらそのまま楽章を終える。

### 第2楽章
スケルツォ、ヴィヴァーチェ。ニ短調、三部形式。息も継がせない急速なテンポで奏させる無窮動風、または激しいトッカータ風の楽章。主部は冒頭から勢いよく出されるピアノの主題を中心とする。ピアノは終始オクターヴのユニゾンである。

### 第3楽章
間奏曲、アレグロ・モデラート。ト短調、三部形式。主部は管弦楽による低音部の跳躍する音楽が特徴な序奏で始まり、劇的な表現が濃い。中間部ではピアノのグリッサンド音型による華やかな装飾が加わってこれを繰り返し、管弦楽が絡み合って、美しい音色効果を醸し出す。主部の音楽に戻るとそれまで表れた楽想が変化され、重厚な音楽になったところで、劇的に締めくくられる。

### 第4楽章
フィナーレ、アレグロ・テンペストーソ。ト短調、変形したロンド形式。エネルギッシュかつグロテスクな楽章。3つの部分からなり、奔放で刺激的な第1部ではピアノが打楽器的に扱われるが、中間部では一変して民謡風な旋律を中心に奏される。終結部あたりは、打楽器を加えた全合奏による情熱的なけたたましい音楽が突然起こると、アレグロ・テンペストーソの楽想が戻って強烈に展開される。短いコーダではピアノと管弦楽がかけ合いをした後、豪華な終結となって唐突に終わる。

## 演奏
難曲として知られるが、中国のピアニスト、ユンディ・リが好んで演奏している。